# Pasqualino De Santis
Pour les articles homonymes, voir De Santis.
Pasquale De Santis (crédité le plus souvent Pasqualino De Santis), né le 24 avril 1927 à Fondi (province de Latina, Latium) et décédé le 23 juin 1996 à Lviv, en Ukraine, est un directeur de la photographie italien.

## Biographie
Après des études au Centro Sperimentale di Cinematografia (Centre expérimental du cinéma) à Rome, dont il ressort diplômé en 1949, Pasquale ('Pasqualino') De Santis débute au cinéma comme premier assistant opérateur en 1950 (il assiste notamment son frère, le réalisateur Giuseppe De Santis), puis est cadreur de 1958 à 1965 (ainsi, sur Huit et demi de Federico Fellini, en 1963). Il devient chef opérateur en 1965 et exerce à ce titre sur quarante-neuf films, majoritairement italiens (plus des films étrangers, français entre autres, voire des coproductions) — liste sélective ci-après —.
En particulier, il contribue au genre de l'opéra filmé, d'abord en 1953 (adaptation d’Aida, comme premier assistant opérateur), puis en 1982 (adaptation de Rigoletto, réalisée par Jean-Pierre Ponnelle, avec Luciano Pavarotti), et enfin en 1984 (adaptation de Carmen, réalisée par Francesco Rosi, avec Julia Migenes dans le rôle-titre). Observons ici qu'il est un collaborateur habituel de Rosi, sur de nombreux films, comme Lucky Luciano en 1974, avec Gian Maria Volontè.
Parmi les réalisateurs avec lesquels il travaille également, citons Robert Bresson (ex. : L'Argent en 1983), Ettore Scola (ex. : Une journée particulière en 1977, avec Sophia Loren, Marcello Mastroianni), ou encore Luchino Visconti (par ex. : Les Damnés en 1969, avec Dirk Bogarde et Ingrid Thulin ou Mort à Venise en 1971, avec encore Dirk Bogarde et Silvana Mangano).
Pour la télévision, Pasqualino De Santis participe à un téléfilm-documentaire de Federico Fellini en 1969, à un feuilleton en 1979, et à deux séries, l'une en 1982-1983, l'autre en 1992-1993.
Il meurt en Ukraine d'une crise cardiaque, en 1996, durant le tournage de La Trêve (film qui lui est dédié), réalisé par Francesco Rosi et sorti en 1997.
Au nombre des récompenses qu'il obtient au long de sa carrière (voir la sélection ci-dessous), mentionnons l'Oscar de la meilleure photographie, le British Academy Film Award de la meilleure photographie, le Prix David di Donatello et le Ruban d'argent.

## Filmographie partielle
Films italiens, sauf mention contraire ou complémentaire

### Comme premier assistant opérateur
- 1950 : Pâques sanglantes (Non c'è pace tra gli ulivi) de Giuseppe De Santis
- 1951 : Vacanze col gangster de Dino Risi
- 1955 : Les Jeunes Filles de San Frediano (Le Ragazze di San Frediano) de Valerio Zurlini
- 1956 : Hommes et loups (Uomini e Lupi) de Giuseppe De Santis

### Comme cadreur
- 1958 : Totò nella luna de Steno
- 1959 : Les temps sont durs pour les vampires (Tempi duri per i vampiri) de Steno (film franco-italien)
- 1960 : Chacun son alibi (Crimen) de Mario Camerini
- 1960 : Messaline (Messalina Venere Imperatrice) de Vittorio Cottafavi
- 1961 : La Nuit (La Notte) de Michelangelo Antonioni (film franco-italien)
- 1961 : Il Carabiniere a cavallo de Carlo Lizzani
- 1962 : Salvatore Giuliano de Francesco Rosi
- 1962 : L'Éclipse (L'Eclisse) de Michelangelo Antonioni (film franco-italien)
- 1962 : Eva de Joseph Losey (film franco-italien)
- 1963 : Huit et demi (Otto e mezzo) de Federico Fellini
- 1963 : Main basse sur la ville (Le Mani sulla città) de Francesco Rosi
- 1964 : La Ragazza (Le Ragazze di Bube) de Luigi Comencini
- 1965 : Juliette des esprits (Giulietta degli spiriti) de Federico Fellini (film franco-germano-italien)
- 1965 : La Dixième Victime (La Decima Vittima) d'Elio Petri

### Comme directeur de la photographie
- 1965 : Le Moment de la vérité (Il momento della verità) de Francesco Rosi
- 1967 : Guêpier pour trois abeilles (The Honey Pot) de Joseph L. Mankiewicz (film américain ; d'abord cadreur, il remplace le chef opérateur Gianni Di Venanzo après sa mort accidentelle)
- 1967 : Et si on faisait l'amour ? (Scusi, facciamo l'amore ?) de Vittorio Caprioli
- 1967 : La Belle et le Cavalier (C'era una volta...) de Francesco Rosi (film franco-italien)
- 1968 : Roméo et Juliette (Romeo and Juliet) de Franco Zeffirelli (film italo-britannique)
- 1968 : Le Temps des amants (Amanti) de Vittorio De Sica
- 1969 : Les Damnés (La Caduta degli dei) de Luchino Visconti (film germano-italien)
- 1969 : Senza sapere niente di lei de Luigi Comencini
- 1969 : Bloc-notes d'un cinéaste (Block-notes di un regista), téléfilm américano-italien de Federico Fellini (documentaire où De Santis apparaît, comme lui-même)
- 1970 : Les Hommes contre (Uomini contro) de Francesco Rosi (film italo-yougoslave)
- 1971 : Les Gouapes (Er più: storia d'amore e di coltello) de Sergio Corbucci
- 1971 : Mort à Venise (Morte a Venezia) de Luchino Visconti (film franco-italien)
- 1972 : L'Assassinat de Trotsky (The Assassination of Trotsky) de Joseph Losey (film franco-italo-britannique)
- 1972 : L'Automobile d'Alfredo Giannetti
- 1972 : L'Affaire Mattei (Il Caso Mattei) de Francesco Rosi
- 1972 : La Vengeance du Sicilien (Torino nera) de Carlo Lizzani
- 1974 : Violence et Passion (Gruppo di famaglia in un interno) de Luchino Visconti
- 1974 : Lucky Luciano de Francesco Rosi
- 1974 : Lancelot du Lac de Robert Bresson
- 1976 : Cadavres exquis (Cadaveri eccellenti) de Francesco Rosi (film franco-italien)
- 1976 : L'Innocent (L'Innocente) de Luchino Visconti (film franco-italien)
- 1977 : Nenè de Salvatore Samperi
- 1977 : Le Diable probablement de Robert Bresson
- 1977 : Une journée particulière (Una giornata particolare) d'Ettore Scola (film italo-canadien)
- 1979 : Le Christ s'est arrêté à Eboli (Cristo si è fermato a Eboli) de Francesco Rosi (film franco-italien)
- 1979 : Liquirizia de Salvatore Samperi
- 1980 : La Terrasse (La Terrazza) d'Ettore Scola (film franco-italien)
- 1981 : Trois Frères (Tre Fratelli) de Francesco Rosi
- 1982 : Rigoletto de Jean-Pierre Ponnelle (film allemand)
- 1983 : L'Argent de Robert Bresson
- 1984 : Carmen de Francesco Rosi (film franco-italien)
- 1984 : Besoin d'amour (Misunderstood) de Jerry Schatzberg (film américano-italien)
- 1984 : Sheena, reine de la jungle (Sheena) de John Guillermin (film américano-britannique)
- 1985 : Harem d'Arthur Joffé
- 1985 : Le Pigeon vingt ans après (I soliti ignoti vent'anni dopo) d'Amanzio Todini (it) (film italien)
- 1986 : Salomé (Salome) de Claude d'Anna (film franco-italien)
- 1987 : Chronique d'une mort annoncée (Cronaca di una morta annunciata) de Francesco Rosi (film franco-italo-colombien)
- 1990 : Oublier Palerme (Dimenticare Palermo) de Francesco Rosi
- 1993 : Naples revisitée (Diario napoletano) de Francesco Rosi
- 1995 : Romance sur le lac (A Month by the Lake) de John Irvin (film américano-britannique)
- 1997 : Les Couleurs du diable d'Alain Jessua (film franco-italien)
- 1997 : La Trêve (La Tregua) de Francesco Rosi (film franco-germano-italo-suisse)

## Récompenses (sélection)
- Oscar de la meilleure photographie en 1969, pour Roméo et Juliette.
- British Academy Film Award de la meilleure photographie en 1972, pour Mort à Venise.
- David di Donatello du meilleur directeur de la photographie :
  - En 1981, pour Trois Frères ;
  - Et en 1985, pour Carmen.
- Ruban d'argent de la meilleure photographie :
  - En 1972, pour Mort à Venise ;
  - En 1975, pour Violence et Passion ;
  - Et en 1981, pour Trois Frères.